# Мелінда Гордон
Мелінда Ірен Гордон (англ. Melinda Irene Gordon) — персонажка американського фантастичного телесеріалу «Та, що говорить із привидами», створеного Джоном Греєм. Роль виконала акторка Дженніфер Лав Г'юїтт.

## Походження персонажа
Мелінда володіє здатністю бачити і спілкуватися з примарами. Вона переїхала в Грендвью після одруження з Джимом Кленсі, фельдшером, який знає про її здібності. У Джима та Мелінди є син Ейден Лукас (з 5 сезону). Мелінда завжди готова говорити з мертвими або «земними духами», як називала їх бабуся Мелінди. Її мати, Бет Гордон, володіє тим же самим даром, хоча спочатку вона заперечувала це і робила вигляд, що цього не має.
Поряд з чоловіком Джимом Кленсі, Мелінда поділилася своїм секретом з чудовим професором Ріком Пейном, експертом в окультних науках і історії, який охоче допомагає їй розуміти складні паранормальні явища, з якими вона стикається. Також про її дар знають і регулярно допомагають їй — Андреа Марено (загинула в фіналі першого сезону), Делія Бенкс і її син Нед Бенкс, психолог Ілай Джеймс.

## Здібності
Мелінда є медіумом у сьомому поколінні (як її пра-пра-пра-бабуся, Тесса, її прабабуся і мама також говорили з примарами). Вона здатна до спілкування з духами померлих. Вона може бачити і говорити з земними духами, що звернулися до неї за допомогою. Потім вона допомагає їм піти в світ, або поговорити з близькими або зробити/закінчити справи, які вони не встигли через смерть.
В результаті своїх здібностей Мелінда часто отримує видіння речей, що стосуються примар, яким вона намагається допомогти. Наприклад, у фіналі першого сезону Мелінда отримує послання від примар на літаку, який ще не впав. В іншому епізоді вона їде в транспорті з її Грендвью в тропічний ліс. У фіналі другого сезону вона бачить людей, що дивляться на неї, і бачить що її будинок під товщею води, що човен тоне і бачить як з великого мосту падають машини.
В кінці 4 сезону Книга змін і спостерігачі показує, що син Мелінди матиме набагато більшу владу. В 5 сезоні Мелінді доводиться мати справу з виконанням батьківських обов'язків і переселенням у світло примар. Це також показано в прем'єрі сезону, Мелінда пов'язана зі своїм сином, Ейденом Лукасом, якого спостерігачі назвали Емпатом. При цьому, Мелінда здатна отримувати видіння від Ейдена.

## Появи

### 1 сезон
Мелінда і Джим переїхали в містечко Грендвью, де вона відкрила невеликий антикварний магазин названий «Такий же, яким і ніколи не був, АНТИКВАРІАТ». Вона познайомилася і подружилася з Андреа Марино, яка стала компаньйоном Мелінди. Зрештою Мелінда отримала достатню довіру Андреа, щоб розсказати їй про свій дар.
В кінці сезону при спробах перекласти душі в світло Мелінда почала стикатися зі злим духом (Романо), який носить чорний капелюх. У фіналі сезону в Грендвью падає літак. Романо використовував це для свого посилення величезної кількості смертей, стримуючи душі, яким Мелінда не в змозі допомогти перейти, і однією з яких стала Андреа, яка загинула під час аварії літака.

### 2 сезон
Після втрати свого друга і ділового партнера, Мелінда досягла успіху проти темного духа допомагаючи Андреа і багатьом іншим привидам літака в перетині світла.
Мелінда зустрічається на засіданні з новими людьми у другому сезоні: Рік Пейн, професор окультних наук, який часто допомагає Мелінді з неприємними примарами, не усвідомлюючи це, поки вона не розповідає йому про свій дар. Вона також зустрічає вдову Делію Бенкс і її сина Неда. Через кілька епізодів Мелінда запрошує Делію стати її діловим партнером і розповідає про свій дар її синові Неду. Допомагаючи чоловікові Делії перейти у світло, Мелінда розповідає їй про свій дар. Делія спочатку скептично ставиться до цього, але поступово вірить їй.
Протягом сезону відбуваються події, які показують, що «завіса» між життям і смертю стала тоншою. З введенням другого говорить з примарами, Габріеля Лоуренса, який спілкувався з духом дружини Пейна, що темні сили намагаються зробити мертвих сильніше, ніж живих. У фіналі сезону темні сили намагаються вбити чотирьох незвичайних дітей (кожна дитина була єдиною, яка пережила страшне лихо або аварію). Мелінда рятує їх, але втрачає своє власне життя в процесі, що досяг кульмінації у завершенні пророцтва, що призведе до «смерті " улюбленого» — Мелінди. Тільки тоді Мелінда розуміє, що темні сили хотіли вбити її, а не дітей. На межі між життям і смертю Мелінда бачить тінь свого батька, який сказав, що вона має брата. Тим часом, чотири особливих дитини допомагають їй відродити. Вона приголомшена, коли вона повертається у свідомість, кажучи «я думаю, що маю брата». Вона оглядається і бачить, що Габріел дивиться на неї дуже сердито.

### 3 сезон
Мелінда весь час шукає свого батька, рішуче вірячи, що він помер, і брата, (Мелінда підозрює, що це Габріел). Вона дізнається, що її мати, Бетт, колись жила в Грендвью. Вона каже Мелінді, що їм з Джимом треба виїхати з цього міста, побоюючись злих духів. Мелінда знаходить підземне місто (старий Грендвью), в якому живуть «темні духи» і дізнається, що її предок, Тесса, похована там.

### 4 сезон
У цьому сезоні Джим і Мелінда вирішують народити дитину. Мелінда зустрічає Елая, який після клінічної смерті може чути примар. Спочатку він заплутується і не хоче слухати Мелінду, але поступово між ними виникає дружба. Професор Пейн відправляється в тривалу подорож. У цьому сезоні Джим помирає від поранення в плече. Незважаючи на прохання Мелінди перейти в світ, він вселяється у померлого Сема Лукаса. Прокинувшись, він не пам'ятає Мелінду. Незабаром, рятуючи Мелінду з каналізації і ледь не потонувши, він згадує своє життя і Мел. Незабаром Мелінда дізнається, що знаходиться на 8 тижні вагітності. У Мелінди почалися кошмари і бачення, що її дитина знаходиться в небезпеці.

### 5 сезон
Мелінда вірить, що вона повинна народити до терміну, вказаному в книзі, незважаючи на сумніви інших персонажів, які вважають, що їй терміново потрібний кесарів розтин. Коли дитина починає йти в операційній кімнаті на початку сезону, привид з'являється перед Меліндою. Перший спостерігач попередив, що дитина Мелінди має силу, і він може бути в небезпеці. Дитину назвали Ейданом Лукасом.
Щороку в день народження Ейдана виникають проблеми, наприклад, він починає дивно хворіти. Кожен рік Мелінду відвідує примара жінки, яка запевнювала, що Ейдан це  її син. Ця жінка, Амбер, померла під час пологів, у той же день, коли народжувала Мелінда. Пізніше з'ясовується, що син Амбер живий і живе з батьком. Мелінда допомагає Амбер піти у світло, а також дізнається від спостерігача, що Ейдан є емпатом, він відчуває і бере емоції тих, хто навколо нього. Мелінда також вважає, що вона поділяє психічний зв'язок з Ейданом, що дозволяє їм спілкуватися один з одним, хоча він не в повній мірі розуміє це. Мелінда вирішує не говорити Ейдану, оскільки вона хоче вести нормальне життя.
Мелінда незабаром дізнається, що її син володіє здібностями, про яких вона не знала. Він не тільки емпат, але він також може бачити речі за межами здібностей Мелінди. Він називає цих «блискучих та тіней» частинами людей, які залишилися позаду, коли вони перетинають світло («зламані люди», як він висловився).